# Distrito Jasanski
El distrito Jasanski (en ruso: Хаса́нский райо́н, Jasánskii raión) es un distrito (raion) en la parte suroeste del krai de Primorie, Rusia, que limita con China y Corea del Norte. El distrito se encuentra entre el río Tumen y el golfo de Pedro el Grande. La capital es el asentamiento de tipo urbano de Slavianka. Tiene una población de 37.459  habitantes según el censo ruso de 2002; eran 43.709 según el censo soviético de 1989.
Una parte significativa de su territorio está protegido por la Federación Rusa, con la reserva natural de Kedrovaya Pad (valle del Pino), creada para proteger los complejos naturales del sur de Primorie, y la reserva natural marina del Extremo Oriente (1978), protegiendo el mundo submarino del golfo de Pedro el Grande, incluyendo más de dos mil animales invertebrados  como el pepino de mar), aproximadamente 300 especies de peces y focas manchadas.